# Orden de Orange
La Leal Institución de Orange, generalmente conocida como Orden de Orange (en inglés, Orange Order), es una fraternidad protestante de carácter conservador que defiende la pertenencia de Irlanda del Norte  a la Corona británica.
Se la suele relacionar con el Partido Unionista del Úlster (Ulster Unionist Party), si bien muchos de sus miembros pertenecen al Partido Unionista Democrático (Democratic Unionist Party).

## Datos históricos
Fue fundada en 1795 para conmemorar los privilegios civiles y religiosos concedidos por Guillermo de Orange a los protestantes y, en particular, su victoria en la Batalla del Boyne frente al rey católico Jacobo II el 1 de julio (12 de julio del calendario gregoriano) de 1690; así como en respuesta a los primeros avances del nacionalismo irlandés, que ya había conseguido representación en el Parlamento del Reino Unido e impulsado algunas tentativas secesionistas.
A lo largo de la primera mitad del siglo XIX, la Orden fue disuelta en julio de 1823, 1825 y 1836. En 1845 se autorizó de nuevo, pero la gravedad de los enfrentamientos entre católicos y protestantes condujo a la prohibición de las marchas durante varias décadas, siendo finalmente permitidas en 1867 .

## Estructura
La Orden presenta una estructura piramidal en cuya base se encuentran cerca de mil cuatrocientas logias, cada una de las cuales cuenta con seis delegados en los 126 distritos existentes. Dependiendo de su población, estos envían de siete a trece representantes a la Gran Logia de Irlanda, constituida por 373 miembros, y cuyo Comité Central está formado por tres de cada uno de los seis condados de Irlanda del Norte: Down, Antrim, Armagh, Londonderry, Tyrone y Fermanagh; dos de los de Cavan, Donegal y Monaghan, uno de Leitrim, representantes de las grandes logias de Belfast y Derry, y otros diecinueve.